# Condado de Young (Nova Gales do Sul)
O  Condado de Young é um dos 141 divisões cadastrais de Nova Gales do Sul. Inclui a área a oeste de Wilcannia. O rio Darling é a fronteira sul-oriental.
O Condado de Young foi nomeado em homenagem ao duodécimo governador de Nova Gales do Sul, Sir John Young, Primeiro Barão Lisgar (1807-1876).

## Paróquias dentro deste condaado
Uma lista completa de paróquias encontradas neste condado; Seu atual LGA e coordenadas de mapeamento para o centro aproximado de cada localização é como se segue:
| Paróquia    | LGA                   | Coordenadas                   |
| ----------- | --------------------- | ----------------------------- |
| Ardennes    | Não incorporado       | 31° 24′ 20″ S, 142° 38′ 27″ L |
| Barbston    | Central Darling Shire | 31° 11′ 21″ S, 143° 02′ 42″ L |
| Baroorangee | Não incorporado       | 31° 13′ 50″ S, 142° 28′ 52″ L |
| Blanche     | Não incorporado       | 31° 13′ 56″ S, 142° 35′ 44″ L |
| Blumenthal  | Central Darling Shire | 31° 31′ 12″ S, 143° 07′ 00″ L |
| Bonley      | Central Darling Shire | 31° 49′ 31″ S, 143° 05′ 13″ L |
| Brougham    | Central Darling Shire | 31° 27′ 37″ S, 143° 13′ 52″ L |
| Broughton   | Não incorporado       | 31° 38′ 06″ S, 142° 39′ 29″ L |
| Bungaroo    | Não incorporado       | 31° 30′ 37″ S, 142° 31′ 49″ L |
| Cameron     | Central Darling Shire | 31° 18′ 36″ S, 143° 13′ 05″ L |
| Clayton     | Não incorporado       | 31° 38′ 42″ S, 142° 45′ 23″ L |
| Cobrilla    | Central Darling Shire |                               |
| Comarto     | Central Darling Shire | 31° 25′ 18″ S, 142° 46′ 55″ L |
| Corega      | Central Darling Shire | 32° 03′ 16″ S, 142° 55′ 10″ L |
| Coromerry   | Central Darling Shire | 31° 38′ 59″ S, 143° 17′ 48″ L |
| Culpaulin   | Central Darling Shire |                               |
| Cuthowara   | Não incorporado       | 31° 35′ 39″ S, 142° 45′ 22″ L |
| Dalglish    | Central Darling Shire | 31° 41′ 22″ S, 142° 52′ 10″ L |
| Darling     | Central Darling Shire | 31° 22′ 10″ S, 143° 19′ 26″ L |
| Daubeny     | Não incorporado       | 31° 16′ 07″ S, 142° 41′ 50″ L |
| Desailly    | Central Darling Shire | 31° 34′ 39″ S, 143° 12′ 57″ L |
| Dickens     | Central Darling Shire | 31° 30′ 32″ S, 143° 00′ 26″ L |
| Dry Lake    | Central Darling Shire | 31° 24′ 59″ S, 143° 12′ 40″ L |
| Evelyn      | Central Darling Shire | 31° 21′ 01″ S, 143° 25′ 14″ L |
| Garland     | Central Darling Shire | 31° 38′ 55″ S, 143° 11′ 50″ L |
| Goode       | Central Darling Shire | 31° 09′ 32″ S, 143° 29′ 01″ L |
| Greville    | Não incorporado       | 31° 33′ 09″ S, 142° 39′ 27″ L |
| Griffiths   | Não incorporado       | 31° 18′ 46″ S, 142° 39′ 49″ L |
| Jennings    | Central Darling Shire | 31° 34′ 33″ S, 142° 52′ 41″ L |
| Kambula     | Central Darling Shire | 31° 16′ 32″ S, 143° 32′ 44″ L |
| King        | Central Darling Shire | 31° 49′ 01″ S, 142° 58′ 29″ L |
| Kopago      | Central Darling Shire | 31° 14′ 39″ S, 143° 26′ 55″ L |
| Loftus      | Não incorporado       | 31° 23′ 26″ S, 142° 29′ 20″ L |
| Mackenzie   | Central Darling Shire | 31° 44′ 12″ S, 143° 00′ 07″ L |
| Mitchell    | Central Darling Shire | 31° 23′ 22″ S, 142° 54′ 12″ L |
| Moorabin    | Central Darling Shire | 31° 29′ 51″ S, 143° 29′ 48″ L |
| Moorguinnia | Central Darling Shire | 31° 16′ 52″ S, 142° 55′ 04″ L |
| Morriset    | Central Darling Shire | 31° 29′ 47″ S, 142° 53′ 19″ L |
| Mulga       | Central Darling Shire | 31° 42′ 58″ S, 143° 07′ 52″ L |
| Mulyenery   | Central Darling Shire | 31° 54′ 05″ S, 142° 57′ 12″ L |
| Murchison   | Central Darling Shire | 31° 24′ 02″ S, 143° 19′ 25″ L |
| Netallie    | Central Darling Shire | 31° 41′ 00″ S, 143° 15′ 48″ L |
| Paradise    | Central Darling Shire | 31° 50′ 58″ S, 142° 44′ 14″ L |
| Parkes      | Central Darling Shire | 31° 46′ 03″ S, 142° 51′ 34″ L |
| Peveril     | Central Darling Shire | 31° 13′ 04″ S, 142° 48′ 38″ L |
| Robinson    | Central Darling Shire | 31° 37′ 07″ S, 142° 59′ 33″ L |
| Sutherland  | Central Darling Shire | 31° 36′ 00″ S, 143° 06′ 22″ L |
| Tallandra   | Central Darling Shire | 31° 24′ 11″ S, 143° 40′ 25″ L |
| Ultimo      | Central Darling Shire | 31° 52′ 57″ S, 142° 51′ 11″ L |
| Waltragalda | Central Darling Shire | 31° 26′ 19″ S, 143° 24′ 40″ L |
| Wilcannia   | Central Darling Shire | 31° 29′ 02″ S, 143° 21′ 22″ L |
| Willis      | Central Darling Shire | 31° 39′ 36″ S, 143° 00′ 43″ L |
| Wood        | Central Darling Shire | 31° 18′ 03″ S, 143° 06′ 52″ L |
| Woore       | Central Darling Shire | 31° 21′ 05″ S, 143° 32′ 56″ L |
| Woorungil   | Não incorporado       | 31° 46′ 14″ S, 142° 37′ 33″ L |
| Woytchugga  | Central Darling Shire |                               |
| Young       | Central Darling Shire | 31° 21′ 09″ S, 142° 47′ 12″ L |
| Yungnulgra  | Central Darling Shire | 31° 23′ 38″ S, 143° 00′ 38″ L |